# Давыдов, Пётр Константинович
Пётр Константинович Давыдов (23 июня 1907, село Ломакино, Курская губерния, Российская империя — 20 декабря 1981, Макеевка, Донецкая область, Украинская ССР) — каменщик треста «Сталинжилстрой» Министерства угольной промышленности западных районов СССР, Сталинская область, Украинская ССР. Герой Социалистического Труда (1948).

## Биография
Родился в 1907 году в крестьянской семье в селе Ломакино Курской губернии. После окончания в 1924 году местной начальной школы трудился в личном сельском хозяйстве. С 1926 года — грузчик на стекольном заводе в городе Константиновка, грузчик на жестяном заводе в Ростове-на-Дону, с 1928 года — каменщик на коксовом заводе в посёлке Редкино. С 1933 года — каменщик конторы «Донбассжилстрой» в Макеевке. Трудился на строительстве городского жилого, коммунального и промышленного фонда. С 1940 года — комендант школы ФЗО (фабрично-заводского обучения). В 1940 году вступил в ВКП(б).
В июне 1941 года призван по мобилизации в Красную Армию. Участвовал в Великой Отечественной войне. Воевал телефонистом в составе 24-го гвардейского миномётного полка. Получил тяжёлое ранение. После излечения продолжил сражаться на фронтах войны, которую закончил в Берлине. В 1945 году демобилизовался и возвратился в Макеевку.
С конца 1945 года — бригадир каменщиков Макеевской конторы треста «Сталинжилстрой». С 1947 года — каменщик стройуправления № 3 этого же треста. В первые годы послевоенной Четвёртой пятилетки (1946—1950) уложил около четырёх миллионов кирпичей, восстанавливая разрушенный город. Построил 50 новых жилых домов в рабочих посёлках на шахтах Макеевского района, в том числе двухэтажные общежития на шахте имени Ленина, восстановил построенную им в довоенное время школу № 13 в Макеевке.
Указом Президиума Верховного Совета СССР от 28 августа 1948 года удостоен звания Героя Социалистического Труда за «выдающиеся успехи в деле увеличения добычи угля, восстановления и строительства угольных шахт и внедрение передовых методов работы, обеспечивающих значительный рост производительности труда» с вручением ордена Ленина и золотой медали «Серп и Молот» (№ 2741).
С 1957 года — каменщик строительного управления № 5 треста «Макеевскжилстрой». Возглавлял бригаду каменщиков, которая выполнила около 250 трудовых заданий. Был наставником учащихся ФЗО, воспитал около семидесяти молодых каменщиков.
В 1957 году вышел на пенсию. Проживал в Макеевке. Умер в декабре 1981 года.
Награды
- Герой Социалистического Труда
- Орден Ленина
- Орден Красной Звезды (29.05.1945)
- Орден Трудового Красного Знамени (01.01.1948)
- Медаль «За боевые заслуги» (27.08.1942)